# Guilherme Marques
Guilherme Luiz Marques (* 26. Juni 1969 in Juiz de Fora) ist ein brasilianischer Beachvolleyballspieler und Weltmeister.

## Karriere
Mit André Lima bestritt Guilherme 1989 sein erstes FIVB Turnier. 1990 gelang den beiden ihr einziger Sieg bei den French Open in Sete. In den beiden folgenden Jahren belegten die Brasilianer noch insgesamt sieben Mal einen Medaillenrang auf der FIVB Tour. Außerdem erreichten sie den dritten Platz beim Demonstrationswettbewerb bei den Olympischen Spielen 1992 in Barcelona.
Nach einem einzigen Turnier 1993 mit Marlos Cogo startete Marques 1994 mit seinem neuen Partner Rogério „Pará“ Ferreira. 1996 gewannen die beiden ihr erstes Turnier, 1997 holten sie sich neben einem weiteren Turniersieg den ersten offiziellen Beachvolleyball Weltmeistertitel in Los Angeles. 1998 wurden Guilherme/Para nach vier Siegen, einem zweiten und zwei dritten Plätzen FIVB Tour Champion, im gleichen Jahr gewannen die beiden Südamerikaner noch die Goldmedaille bei den Goodwill Games in New York’s Central Park, nach dem sie im Finale Karch Kiraly und Adam Johnson besiegt hatten, einen Sieg konnten die beiden 1999 auf der FIVB Tour nicht mehr erringen, obwohl sie fünf Mal im Finale standen. Bei der Weltmeisterschaft 1999 in Marseille wurden sie Dritter. Im Juli 2000 beendete Guilherme seine internationale Karriere.